# The The
The The – angielski zespół muzyczny, założony w 1978 r. przez wokalistę i basistę Matta Johnsona. W początkowym okresie zespół nagrywał dla wytwórni 4AD. Współpracowali z nim tacy wykonawcy, jak Steve Hogarth, Sinéad O’Connor czy Neneh Cherry. Do największych przebojów grupy należą Uncertain Smile, This Is the Day (pochodzące z wydanego w 1983 r. albumu Soul Mining), a także Heartland (z następnej płyty Infected, 1986).

## Skład
- Matt Johnson – śpiew, gitara basowa
- Eric Schermerhorn – gitary
- Earl Harvin – perkusja

## Dyskografia
- See Without Being Seen (1978)
- Spirits (1979)
- Burning Blue Soul (1981)
- The Pornography Of Despair (1982)
- Soul Mining (1983)
- Infected (1986)
- Mind Bomb (1989)
- Dusk (1992)
- Solitude (1993)
- Hanky Panky (1995)
- Gun Sluts (1997)
- NakedSelf (2000)
- 45 RPM (2002)
- London Town Box Set (2002)
- Silent Tongue (2002)
- Ensoulment (2024)